# جو واترس
جو واترس (بالإنجليزية: Joe Waters)‏ (20 سبتمبر 1953 في جمهورية أيرلندا - ) هو مدرب كرة قدم ولاعب كرة قدم أيرلندي في مركز الوسط. شارك مع منتخب جمهورية أيرلندا تحت 17 سنة لكرة القدم ومنتخب جمهورية أيرلندا تحت 20 سنة لكرة القدم ومنتخب جمهورية أيرلندا لكرة القدم. أما مع النوادي، فقد لعب مع غريمسبي تاون وليستر سيتي وTacoma Stars (1983–1992) ‏.

## وصلات خارجية
- جو واترس على موقع قاعدة بيانات كرة القدم.إي يو (الإنجليزية)
- جو واترس على موقع ناشيونال فوتبول تيمز (الإنجليزية)
- جو واترس على موقع عالم كرة القدم.نت (الإنجليزية)